# فقط اینتر وجود دارد
«فقط اینتر» یا «فقط اینتر وجود دارد» (به ایتالیایی: C'è solo l'Inter) یک ترانه ایتالیایی و آهنگ رسمی باشگاه فوتبال اینتر میلان می‌باشد که توسط الیو و گراتزیانو رومانی ساخته و خوانده شده‌است. این آهنگ که در تابستان ۲۰۰۲ منتشر شد، به مدیر افسانه ای نراتزوری، جوزپه پریسکو (که در دسامبر ۲۰۰۱ درگذشت) تقدیم شده‌است. چه سولو اینتر به معنای «'فقط اینتر وجود دارد» می‌باشد. این آهنگ در هنگام بازی‌های خانگی باشگاه فوتبال اینتر میلان در جوزپه مه آتزا پخش می‌شود.